# Дейзи Едгар-Джоунс
Дейзи Джесика Едгар-Джоунс (на английски: Daisy Jessica Edgar-Jones) е английска актриса. Тя е известна с ролята си на Мариан Шеридан в минисериала „Нормални хора“, която получава номинация за „Златен глобус“. Нейните други роли във филми и сериали включват „Студени крака“ в ролята на Оливия Марсдън, и Кая в мистериозната драма „Където пеят раците“, по едноименния роман на Делия Оуенс.

## Биография
Родена е на 24 май 1998 г. в Лондон, Англия. Майка й, Уенди Едгар-Джоунс е монтажист, а баща й – Филип, който е шотландец, и служи като режисьор на „Скай Артс“ и глава на развлекателната компания „Скай“. Тя израства в Мюсуел Хил, Англия, и първоначално учи актьорско майсторство в Year 5. Тя също учеше в девическото училище „Маунт“ и колежа „Удхаус“, преди да е приета в Националния младежки театър. Тя учеше в Open University.

## Филмография

### Филми
- „Pond Life“ (2018) – Каси
- „Fresh“ (2022) – Ноа
- „Където пеят раците“ (2022) – Кая Кларк

### Телевизия
- „Студени крака“ (2016 – 2020) – Оливия Мардсън
- „Outnumbered“ (2016) – Кейт (специален коледен епизод)
- „Silent Witness“ (2017) – Джесика Томпсън, 2 епизода
- „Джентълменът Джак“ (2019) – Делия Роусън, 2 епизода
- „Война на световете“ (2019 – 2021) – Емили Грешам, главна роля
- „Нормални хора“ (2020) – Мариан Шеридан, главна роля
- „Under the Banner of Heaven“ (2022) – Бренда Лафърти, главна роля